# Janduís (Rio Grande do Norte)
Janduís é um município brasileiro do estado do Rio Grande do Norte. A cidade desenvolveu-se no território dos janduís, povo originário do Brasil. De acordo com o IBGE (Instituto Brasileiro de Geografia e Estatística), no ano 2024 sua população era estimada em 4 834 habitantes. Possui uma área de 305 km². Distante 319 quilômetros da capital estadual, Natal.
Inicialmente habitada pelos janduís, a povoação atual teve início no final do século XIX, com a expansão das fazendas de algodão ao longo da região, com destaque para a do fundador do município, Canuto Gurgel do Amaral. 
A cidade possui uma agenda cultural variada, destacando-seː os festejos de Santa Teresinha, que acontecem durante o final do mês de outubro; a comemoração da semana santa, que é considerada uma das maiores do estado; a comemoração da emancipação política; vaquejadas, Movimento Escambo de Teatro Popular; entre outros eventos que atraem turistas de todos os lugares. Graças aos tradicionais grupos de teatro, Janduís tornou-se conhecida nacionalmente como "Estrela do Sertão", em homenagem aos grupos de artistas. A cidade é cercada por serras, como a Serra do Pico e Serrote da Nega, que são exploradas turisticamente por jovens e visitantes, que costumam acampar no topo das serras.

## História
Janduís, no fim do século XIX, era um vilarejo denominado São Bento Velho. Sua principal atividade econômica era o cultivo do algodão. Próximo do cruzamento de vários caminhos para localidades importantes do Rio Grande do Norte e Paraíba, a fazenda de Vicente Gurgel do Amaral destacava-se dentre as outras da localidade. Com a morte do proprietário das terras, a administração passou para um de seus onze filhos, Canuto Gurgel do Amaral, considerado o fundador de Janduís.
Canuto Gurgel, em pagamento a uma promessa feita a São Bento, construiu a primeira igreja do município em 1912. O fazendeiro também construiu prédios comerciais e instalou a primeira feira em 1926, ganhando, rapidamente, popularidade na região e promovendo o desenvolvimento do povoado. Todavia, era comum a ocorrência de tumultos e troca de bofetes. Daí o nome de São Bento do Bofete, denominação pela qual a região ficou conhecida por muitos anos. Em 1938, em homenagem ao ditador Getúlio Vargas, São Bento Velho recebeu o nome de "Distrito Getúlio Vargas". Apenas em 1943, passou a ser chamado de Janduís, em homenagem aos povos originários da região. Desmembrou-se do município de Caraúbas em 1962 através da lei 2 746, de 7 de maio de 1962, tendo sido instalado em 12 de junho de 1962. Em 23 de agosto de 1962, Janduís teve o seu primeiro prefeito eleitoː Miguel Veras Saldanha.
Com um crescente número de devotos em todas as regiões de Janduís, Santa Teresinha tornou-se a padroeira oficial do município, tendo, atualmente, uma das maiores e mais tradicionais festas religiosas do Rio Grande do Norte, contudo, São Bento continua com vários devotos na cidade, estando ao lado de Santa Teresinha na procissão de outubro. Em 2007, começou a ser erguida, no conjunto Verde Teto, uma igreja em homenagem a São Bento. Essa igreja teve sua primeira festa em Julho de 2008, com santa Teresinha estando ao lado do copadroeiro de Janduís durante toda festa, representando a união dos santos padroeiros do município abençoando os milhares de devotos de Santa Teresinha e São Bento em Janduís.

## Etimologia
O topônimo "Janduís" é uma referência à antiga tribo indígena que habitava o município, os janduís. "Janduí", segundo o tupinólogo Eduardo de Almeida Navarro, procede do tupi antigo iându'y, que significa "rio das emas" (îandu, ema e 'y, rio).

## Geografia

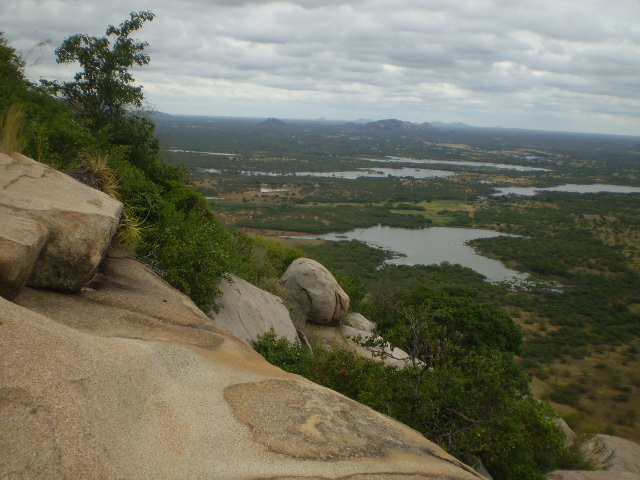
Vista a partir da Serra do Pico

Janduís está localizada no Médio-Oeste Potiguar, tendo o Rio Adquinho ou Rio das Croas papel importante em sua configuração. A cidade tem a altitude média entre 200 e 400 metros. O ponto culminante do município é a Serra do Pico. Janduís está situado em área de abrangência das rochas metamórficas. Os minerais mais comuns são o calcário cristalino, mármore, chelita, rocha ornamental, entre outros.
O município ocupa uma área de 351,1 km², localiza-se a 06° 00' 57" de longitude oeste do Meridiano de Greenwich e a  37° 24' 32" de latitude sul da Linha do Equador, fazendo fronteiras com os municípios de Campo Grande ao norte e leste, Messias Targino ao sul, Caraúbas ao norte e Patu ao oeste.
De acordo com o Instituto de Desenvolvimento Econômico e Meio Ambiente, o solo da região é do tipo cambissolo eutrófico. O solo tem aptidão para lavoura, sendo apto para culturas especiais de ciclo longo (algodão arbóreo, feijão, caju e coco). Uma pequena área possui aptidão regular para pastagem natural e proteção ambiental.
O clima é semiárido quente, atingindo temperaturas superiores a 35 °C. O índice pluviométrico é de aproximadamente 720 milímetros ao ano, sendo as chuvas concentradas no verão e outono.
| Dados climatológicos para Janduís (1993-2020) | Dados climatológicos para Janduís (1993-2020) | Dados climatológicos para Janduís (1993-2020) | Dados climatológicos para Janduís (1993-2020) | Dados climatológicos para Janduís (1993-2020) | Dados climatológicos para Janduís (1993-2020) | Dados climatológicos para Janduís (1993-2020) | Dados climatológicos para Janduís (1993-2020) | Dados climatológicos para Janduís (1993-2020) | Dados climatológicos para Janduís (1993-2020) | Dados climatológicos para Janduís (1993-2020) | Dados climatológicos para Janduís (1993-2020) | Dados climatológicos para Janduís (1993-2020) | Dados climatológicos para Janduís (1993-2020) |
| Mês                                           | Jan                                           | Fev                                           | Mar                                           | Abr                                           | Mai                                           | Jun                                           | Jul                                           | Ago                                           | Set                                           | Out                                           | Nov                                           | Dez                                           | Ano                                           |
| --------------------------------------------- | --------------------------------------------- | --------------------------------------------- | --------------------------------------------- | --------------------------------------------- | --------------------------------------------- | --------------------------------------------- | --------------------------------------------- | --------------------------------------------- | --------------------------------------------- | --------------------------------------------- | --------------------------------------------- | --------------------------------------------- | --------------------------------------------- |
| Precipitação (mm)                             | 91                                            | 123,5                                         | 171,3                                         | 158,8                                         | 86,6                                          | 37,1                                          | 16,8                                          | 7,6                                           | 0,6                                           | 3,4                                           | 7,4                                           | 16,1                                          | 720,2                                         |

## Política
O poder executivo de Janduís é formado pelo prefeito(a), e por seus  secretários municipais seguindo o modelo proposto pela Constituição Federal. O poder legislativo  do município é formado por nove vereadores eleitos constitucionalmente pela população. Abaixo esta a lista dos prefeitos e vice-prefeitos do município de Janduís no período de 1962 a 2020.
| Nº | Prefeito                    | Partido | Início de mandato      | Fim de mandato         | Vice-prefeito                 |
| -- | --------------------------- | ------- | ---------------------- | ---------------------- | ----------------------------- |
| 1  | Lourival Canuto de Araújo   |         | 12 de junho de 1962    | 1 de fevereiro de 1964 | —                             |
| 2  | Miguel Veras Saldanha       | PSD     | 1 de fevereiro de 1964 | 31 de janeiro de 1969  | Hermiro Régis de Almeida      |
| 3  | José Dantas de Araújo       | ARENA   | 31 de janeiro de 1969  | 31 de janeiro de 1973  | N/C                           |
| 4  | Onézimo Fernandes Maia      | ARENA   | 31 de janeiro de 1973  | 31 de janeiro de 1977  | N/C                           |
| 5  | Lourival Canuto de Araújo   | ARENA   | 31 de janeiro de 1977  | 31 de janeiro de 1983  | Plínio Segundo                |
| 6  | Salomão Gurgel Pinheiro     | PMDB    | 31 de janeiro de 1983  | 31 de dezembro de 1988 | Walter Martins Veras          |
| 7  | Antônio José Bezerra        | PT      | 1 de janeiro de 1989   | 31 de dezembro de 1992 | N/C                           |
| 8  | Sebastião Almeida Gurgel    | PT      | 1 de janeiro de 1993   | 31 de dezembro de 1996 | N/C                           |
| 9  | Francisco Gurgel de Almeida | PPB     | 1 de janeiro de 1997   | 31 de dezembro de 2000 | N/C                           |
| 10 | Cássio Targino de Medeiros  | PSDB    | 1 de janeiro de 2001   | 31 de dezembro de 2004 | Antônio José Bezerra          |
| 11 | Salomão Gurgel Pinheiro     | PT      | 1 de janeiro de 2005   | 31 de dezembro de 2012 | Francisco Gurgel de Almeida   |
| 11 | Salomão Gurgel Pinheiro     | PT      | 1 de janeiro de 2005   | 31 de dezembro de 2012 | Antônio José Bezerra          |
| 12 | Lígia de Souza Félix        | PSDB    | 1 de janeiro de 2012   | 31 de dezembro de 2016 | João Pinheiro de Almeida Neto |
| 13 | Antônio José Bezerra        | PSOL    | 1 de janeiro de 2017   | 31 de dezembro de 2020 | Jacinto Fernandes da Silva    |
| 14 | Salomão Gurgel Pinheiro     | PSOL    | 1 de janeiro de 2021   | até a atualidade       | Elvisney Soares Gurgel        |

OBS: N/C - Não consta.

## Turismo
O turismo janduiense se baseia, principalmente, no turismo religioso. A Festa de Santa Terezinha, que ocorre todo mês de outubro, traz milhares de pessoas de outras cidades e estados, com atrações de renome nacional, com artistas da terra e espaços temáticos, como a barraca delícias da terra. A Festa de São Bento, padroeiro do bairro homônimo localizado na área urbana do município, também trata-se de um importante evento no calendário religioso do município. A Serra do Pico é um acidente geográfico localizado no município brasileiro de Janduís, no estado do Rio Grande do Norte. Passagem obrigatória entre Natal e Pau dos Ferros, sua imagem é bastante difundida no município e região, sendo um de seus maiores símbolos e bastante visitado por turistas e moradores de Janduís e todo estado. Uma boa estação para visitar essa beleza natural é o inverno e a primavera do oeste potiguar.